# Annibale Caro

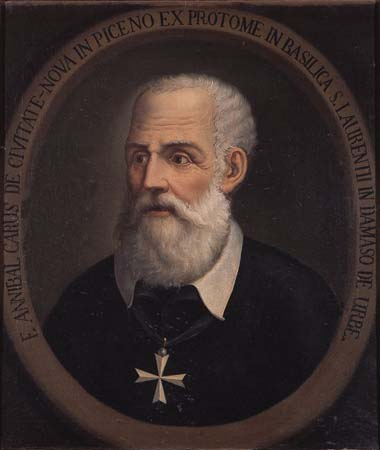
Annibale Caro

Annibale Caro (6 de junho de 1507 — 17 de novembro de 1566) foi um escritor italiano integrante do movimento nuova poesia. Tradutor da Eneida, contribuiu para a divulgação da língua toscana. Suas obras foram: Os maltrapilhos (1544), Cartas familiares (1572-1575).

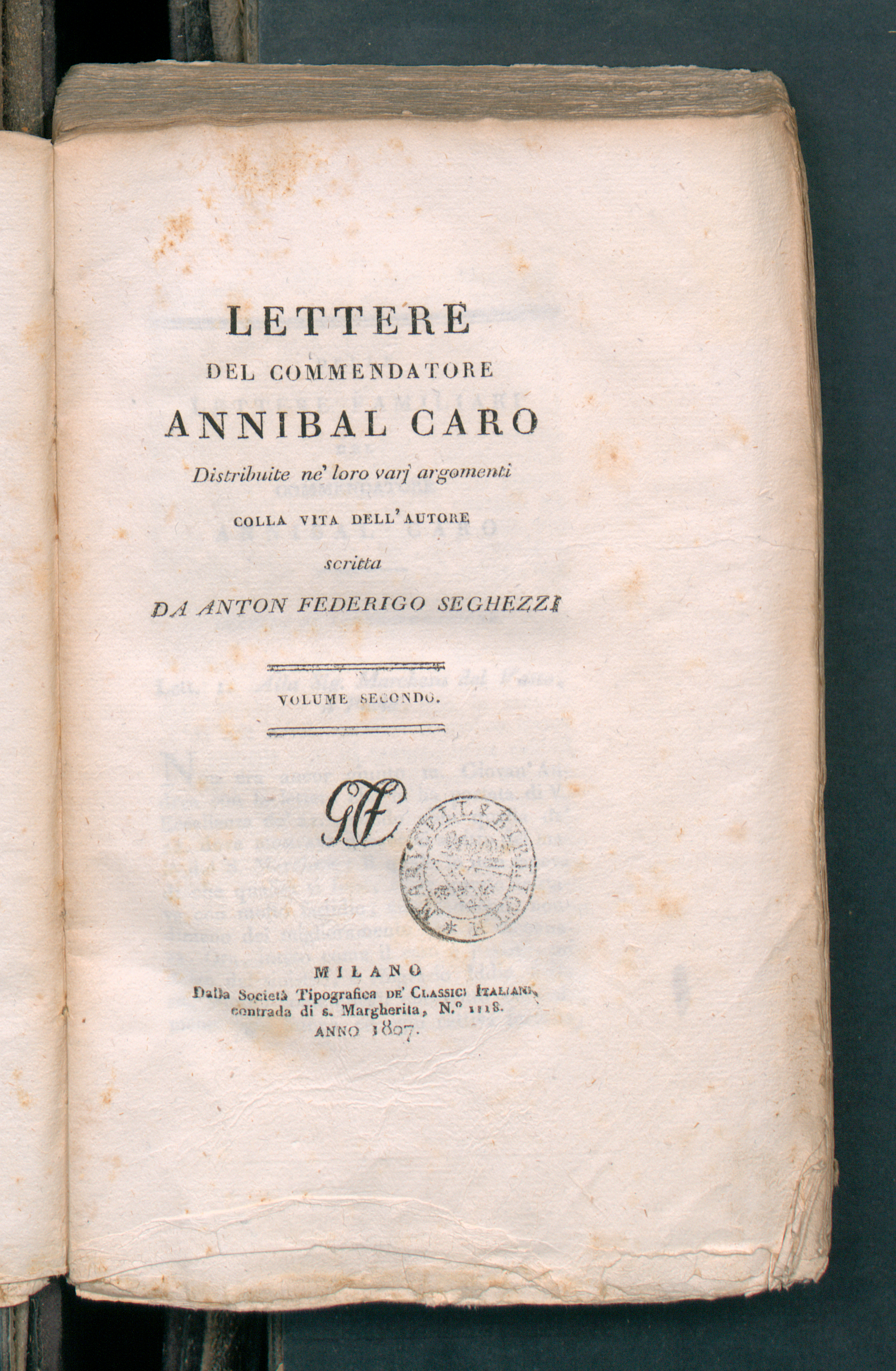
Lettere del commendatore Annibal Caro, 1807